# 嵬东乡
嵬东乡是中国陕西省渭南市韩城市下辖的一个乡。

## 行政区划
嵬东乡下辖以下行政区：
桃李村、东仪门村、北阳村、北头村、启明村、西庄村、高门村、堡安村、华池村、嵬阳村、槐西坡村、关圪崂村、巍峰村、香塬村、复兴村、巍星村